# Castello di Castellar Ponzano

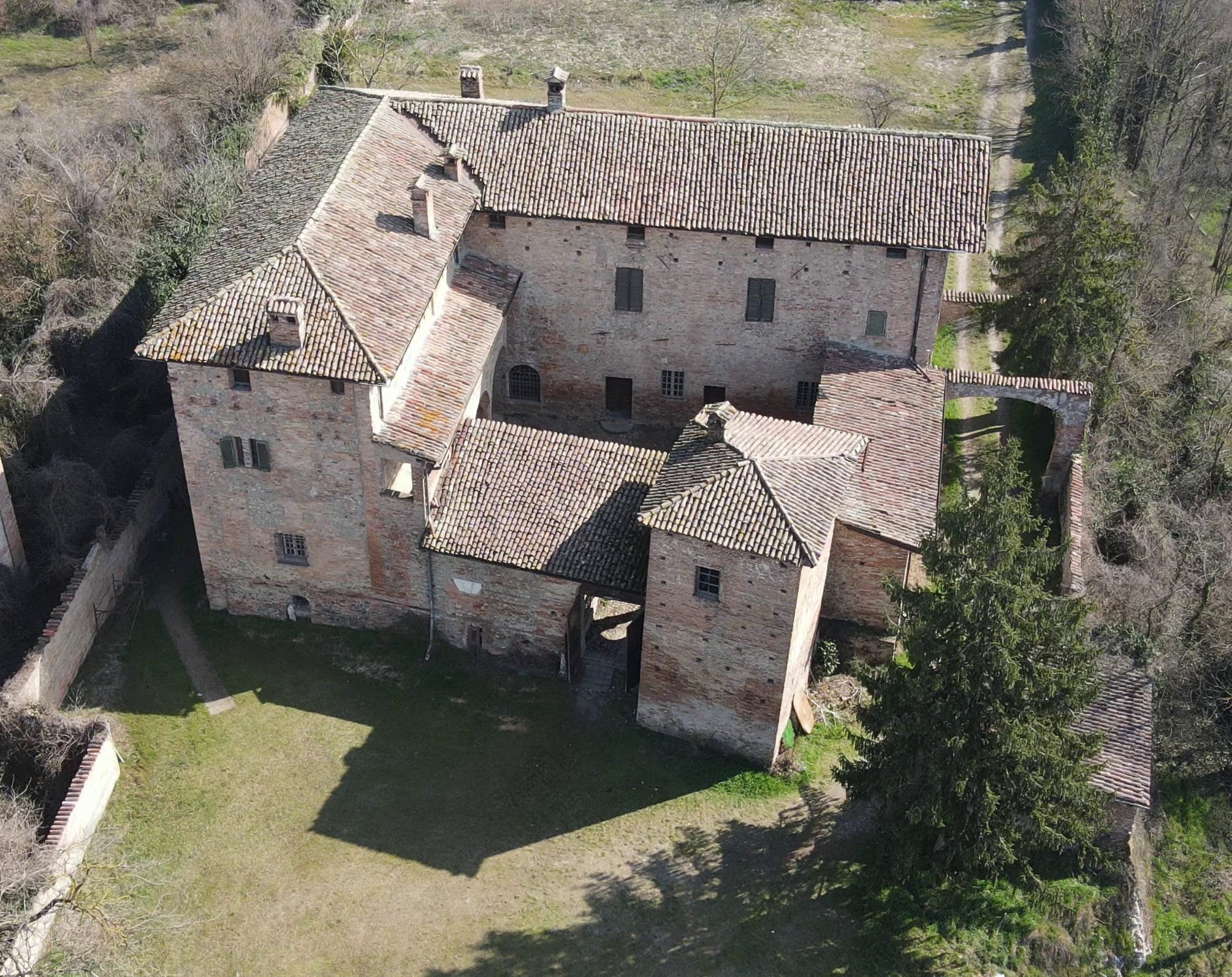
Castello Sforzini di Castellar Ponzano foto dall'alto

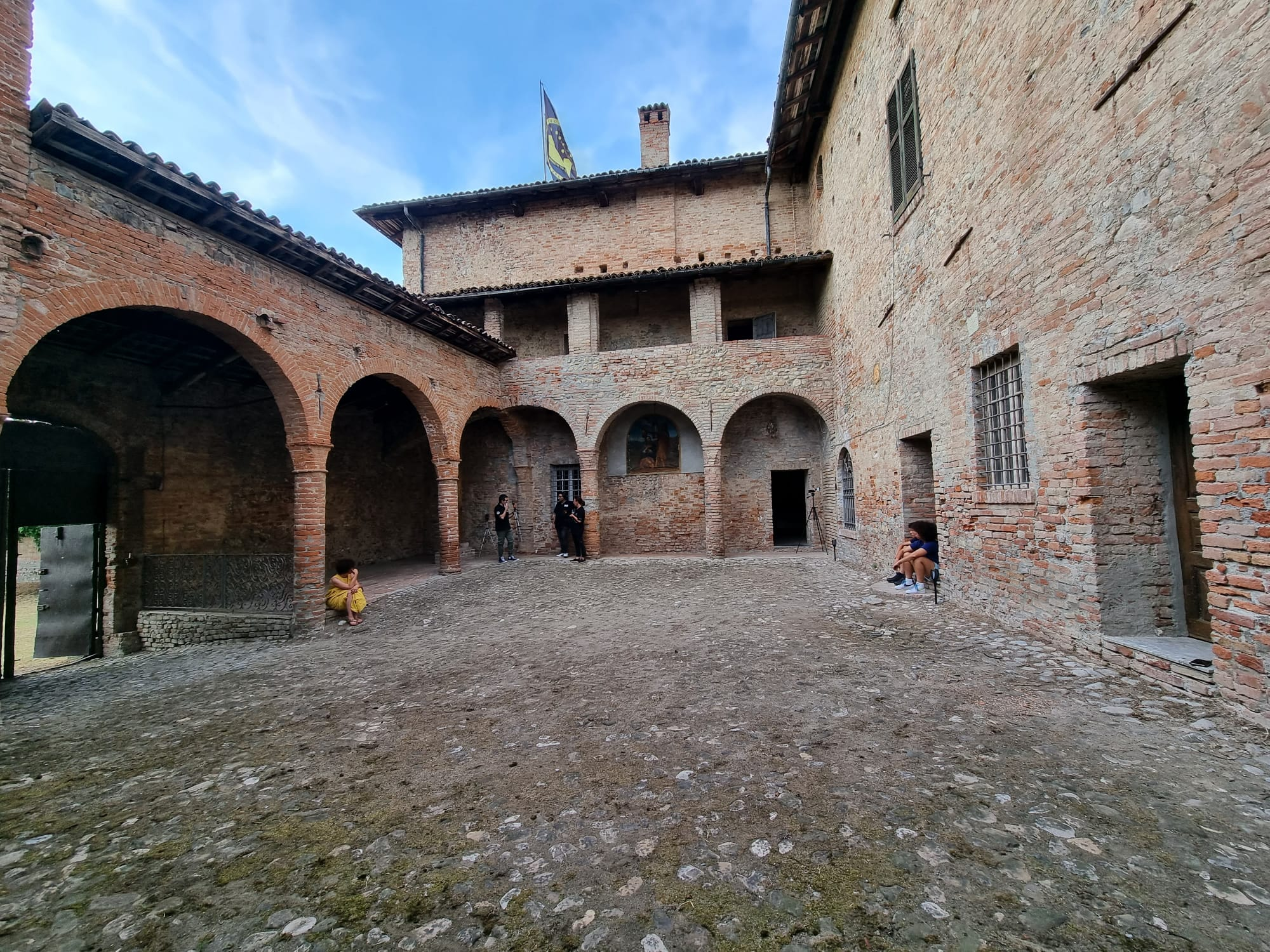
Castello Sforzini di Castellar Ponzano veduta del chiostro

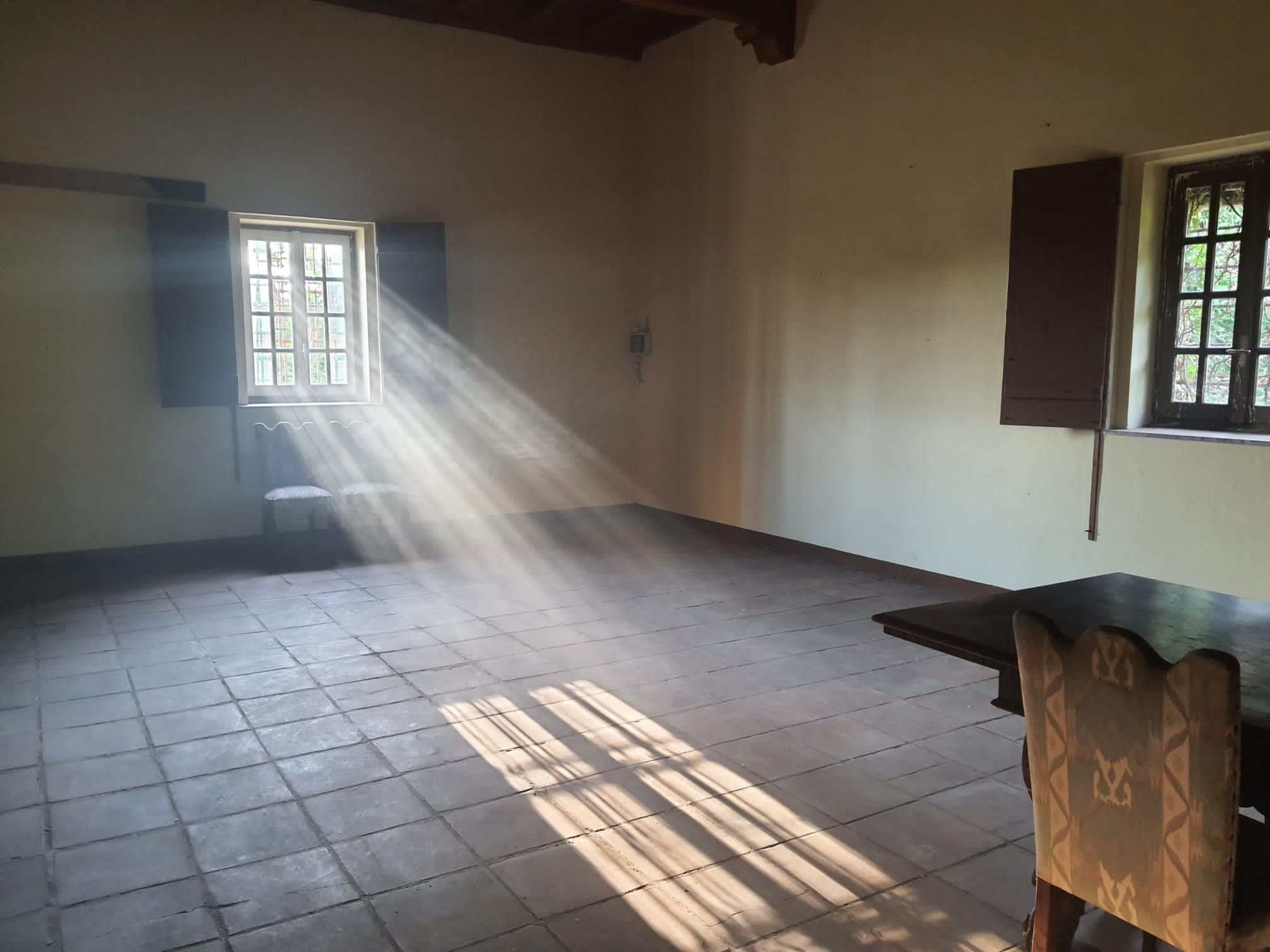
Castello Sforzini di Castellar Ponzano salone nord-ovest

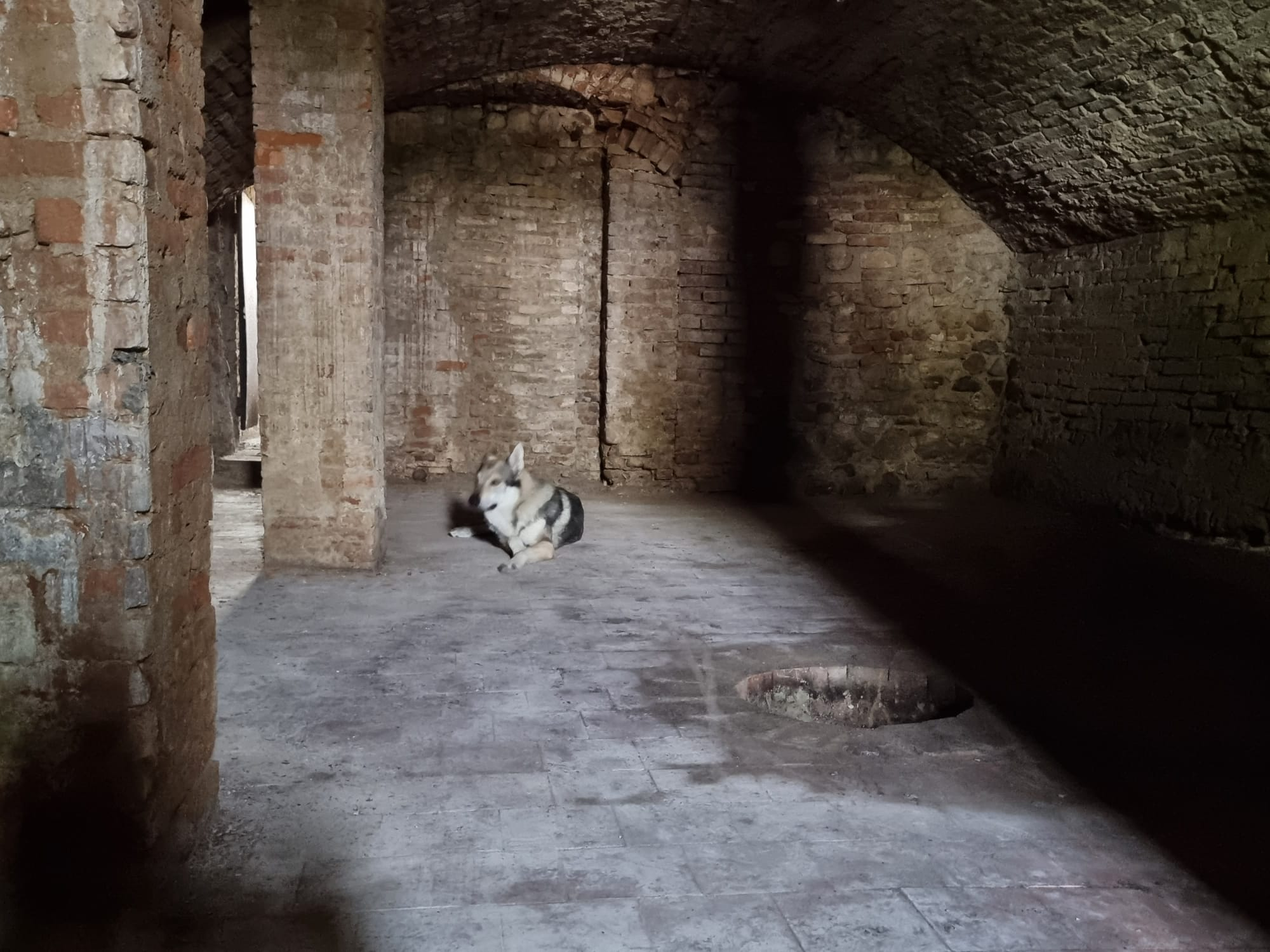
Castello Sforzini di Castellar Ponzano cantina lato ovest

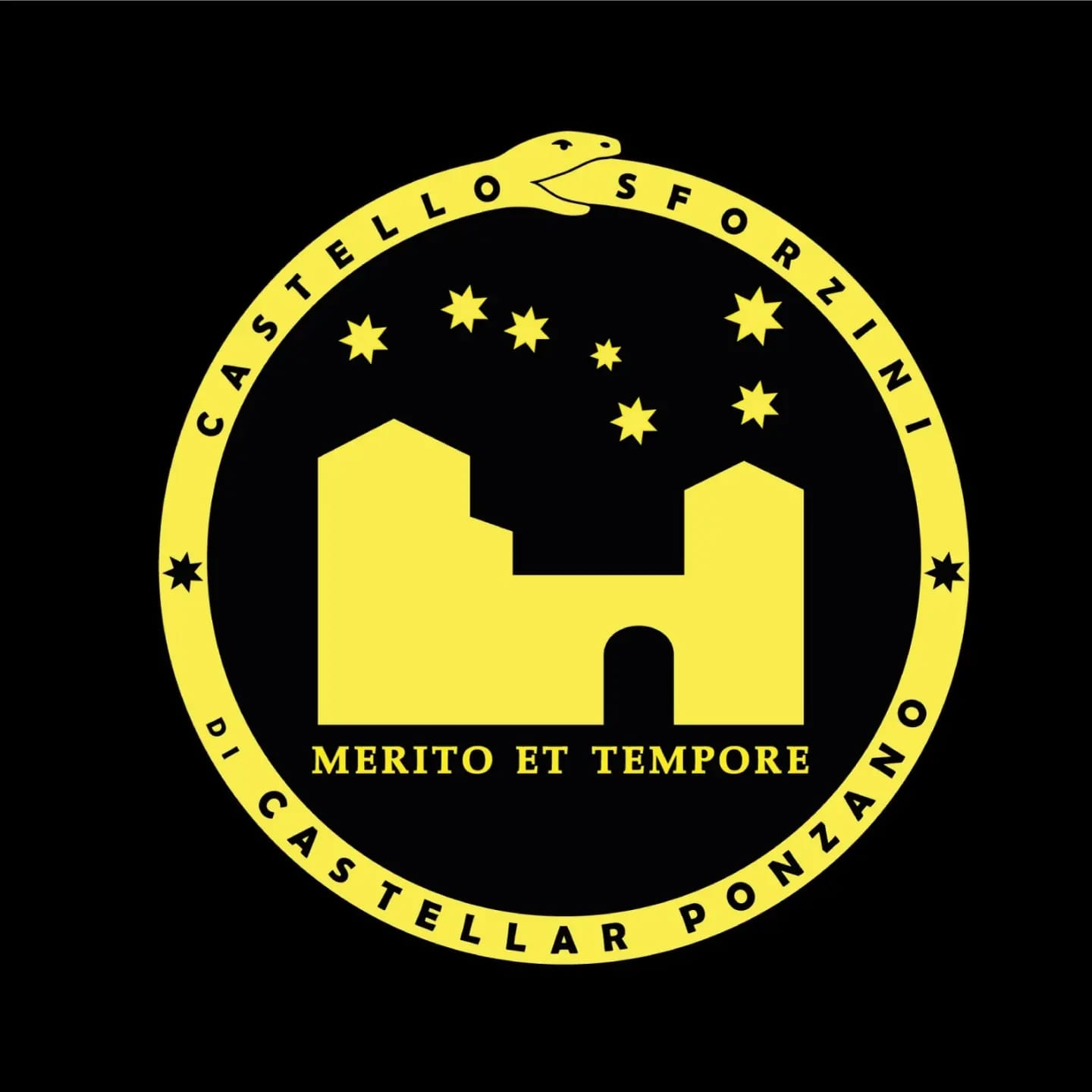
Simbolo

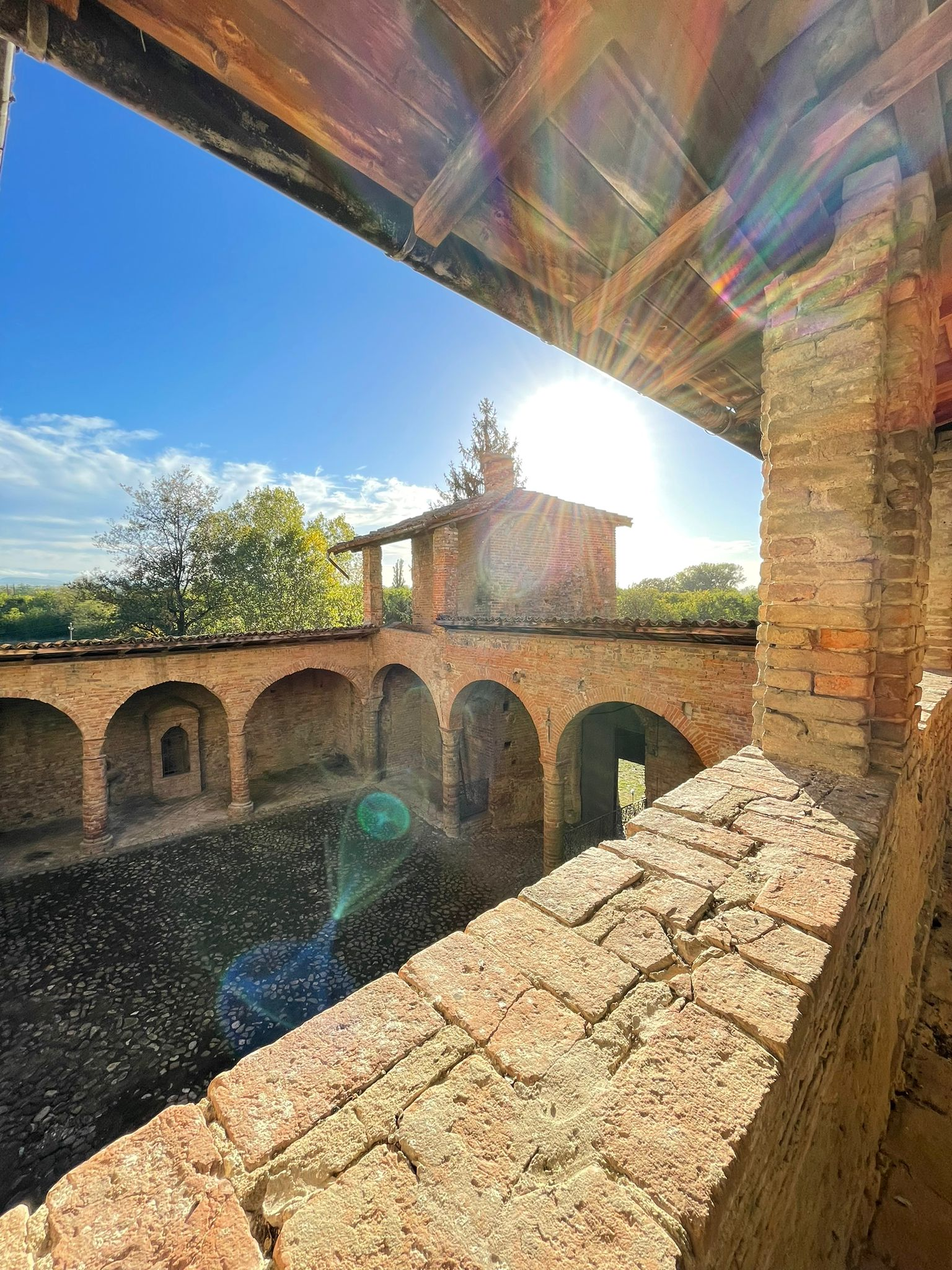
Castello Sforzini di Castellar Ponzano veduta dal camminamento lato nord

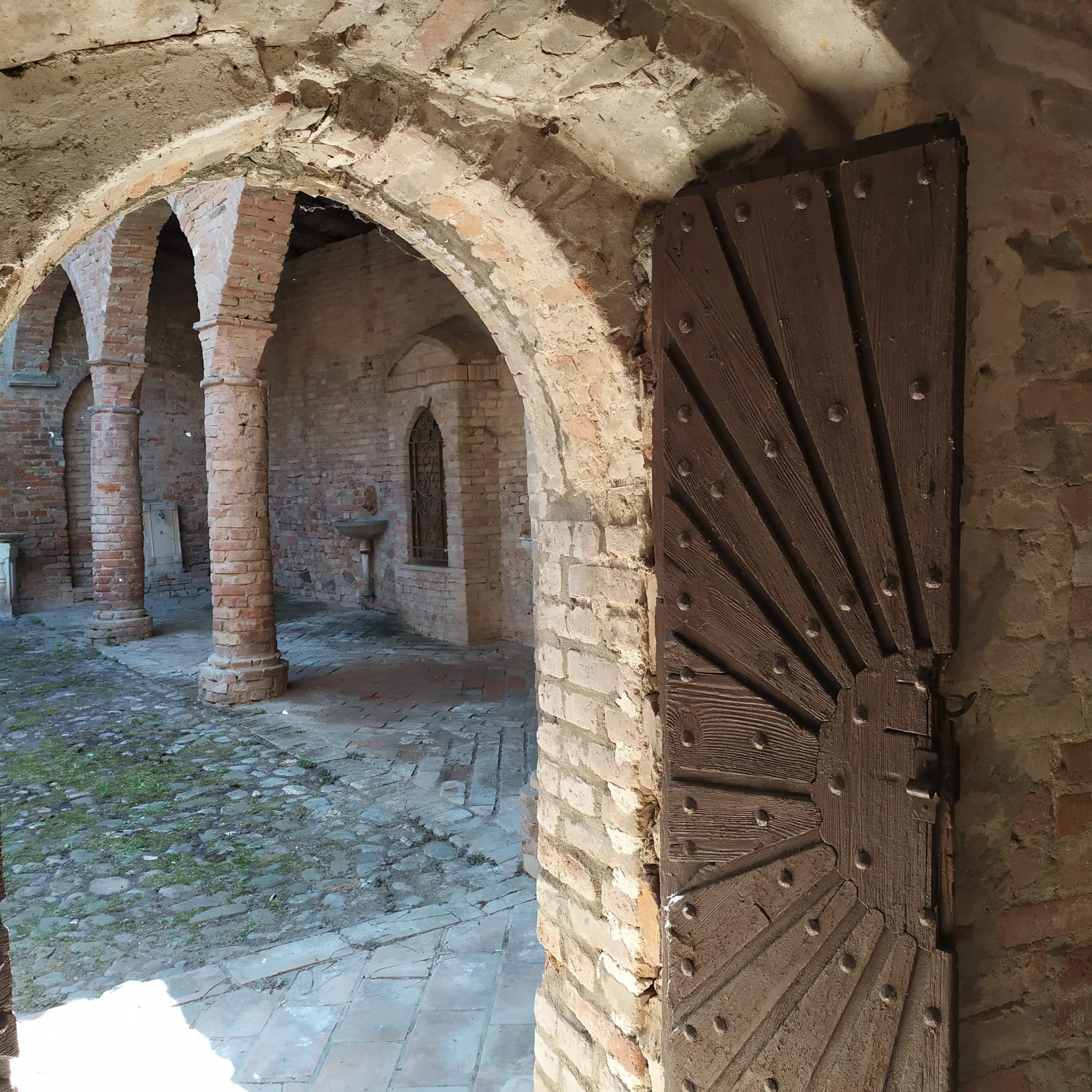
Castello Sforzini di Castellar Ponzano veduta dalla Torre piano terra

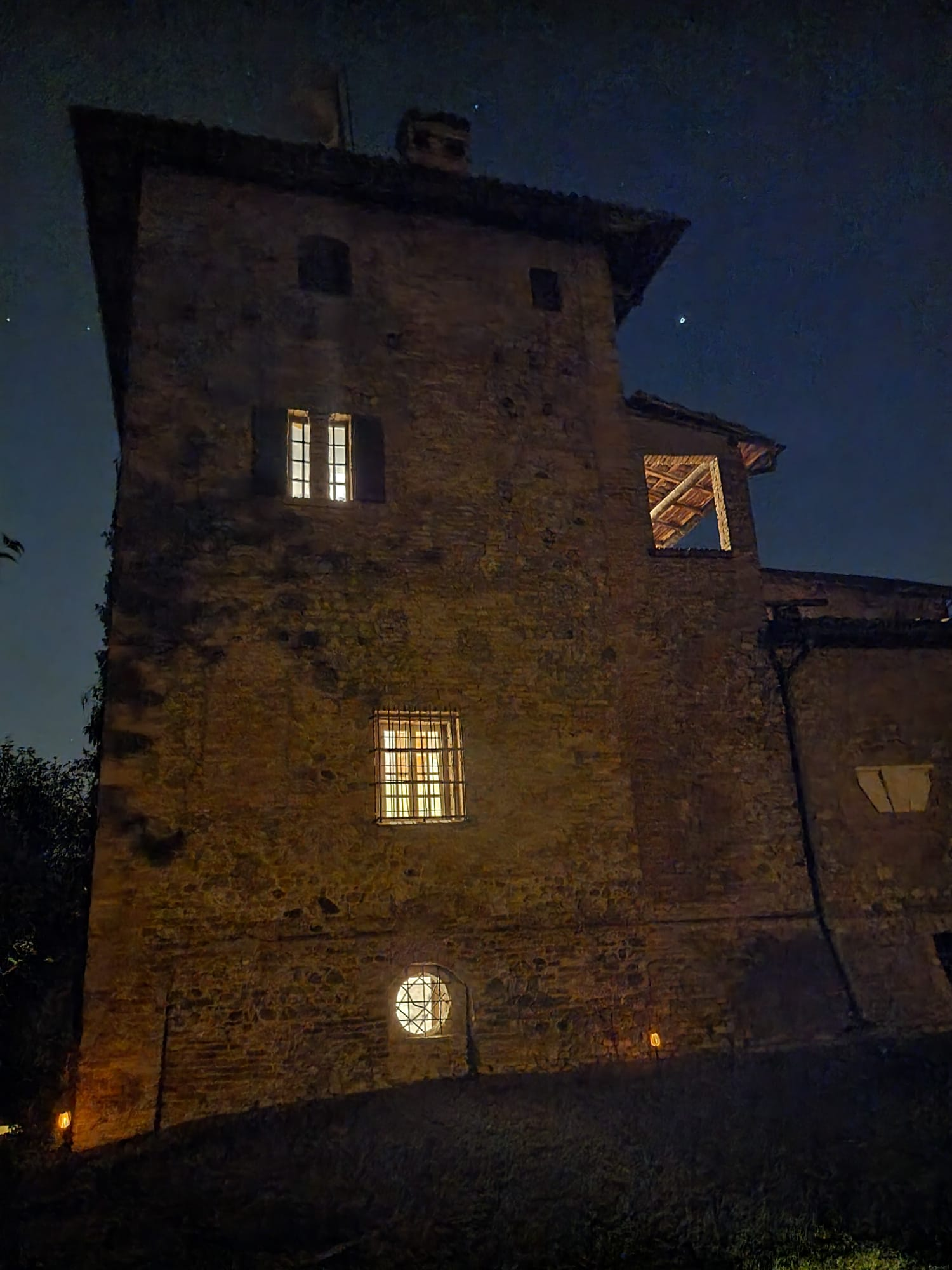
Castello Sforzini di Castellar Ponzano ala nord-ovest in notturna

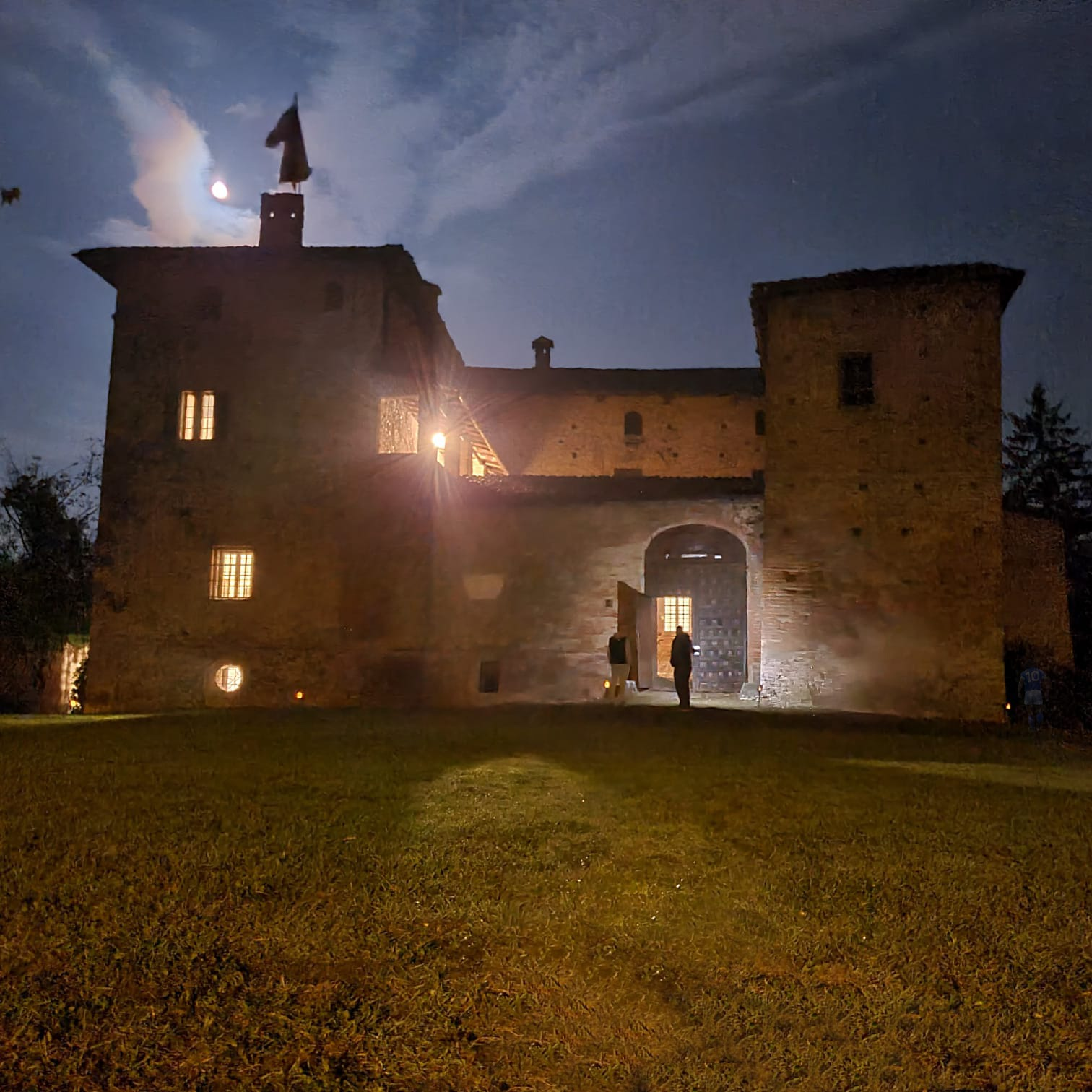
Castello Sforzini di Castellar Ponzano in notturna

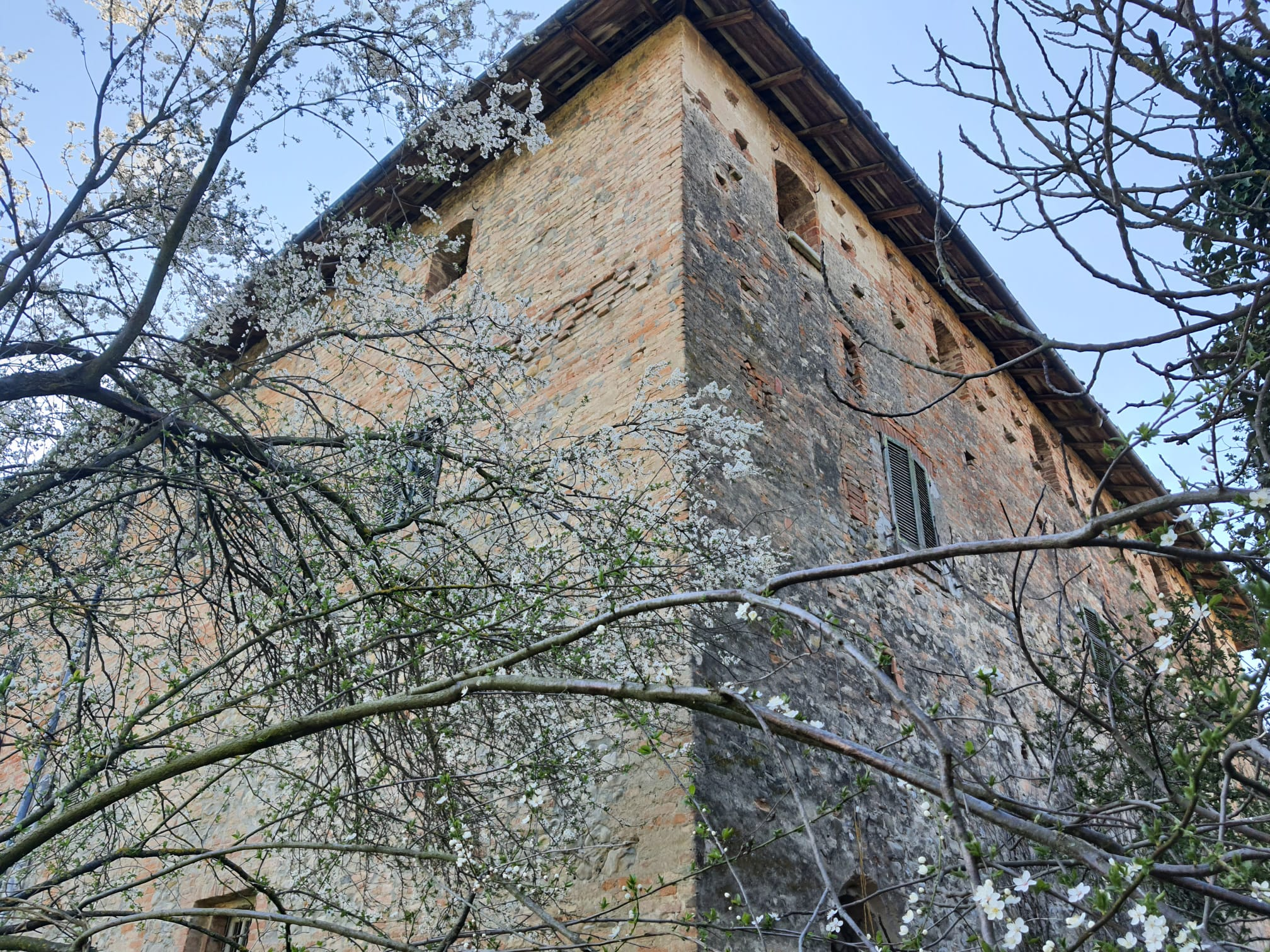
Castello Sforzini di Castellar Ponzano angolo nord-est

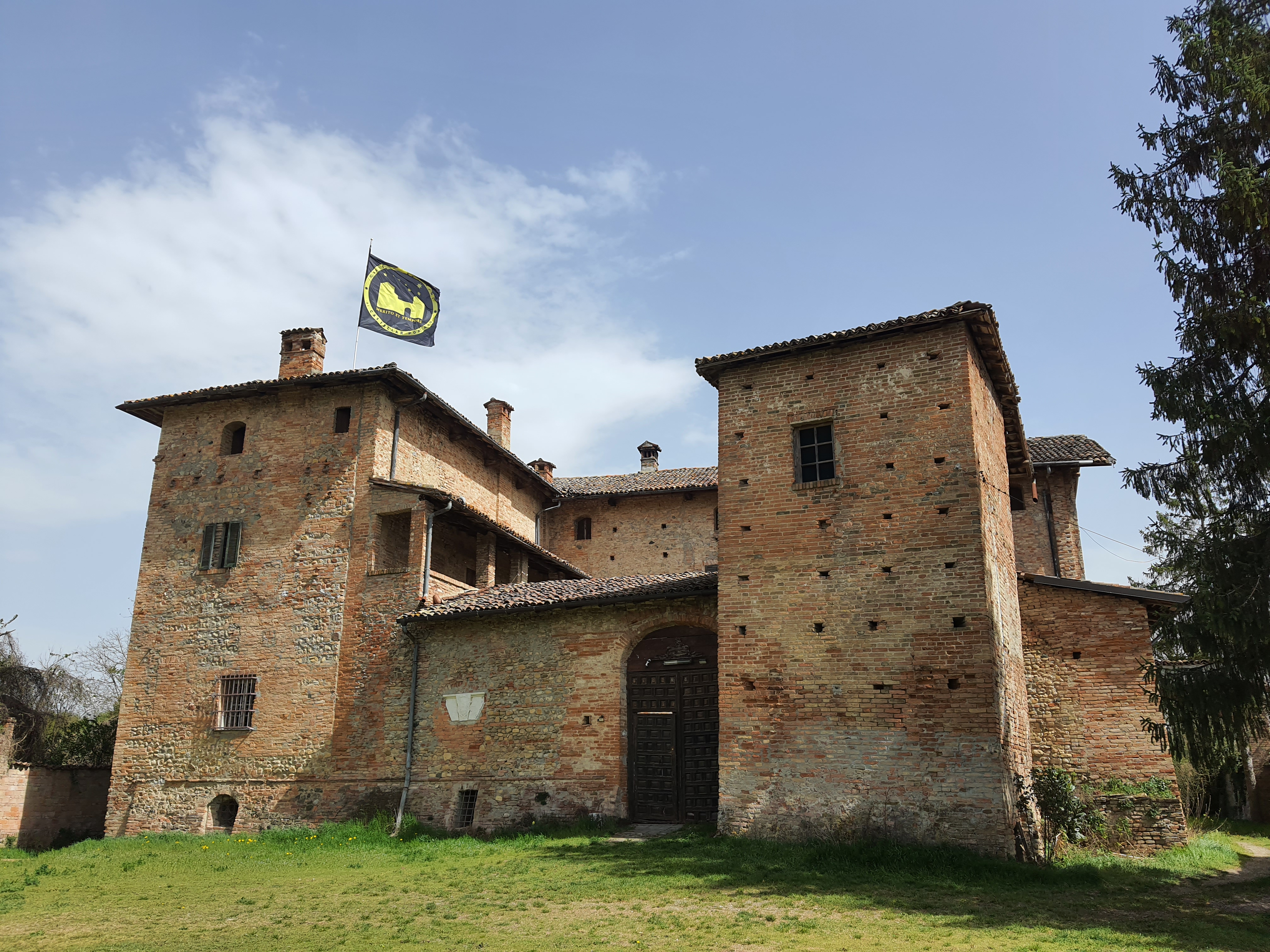
Castello Sforzini di Castellar Ponzano da sud-ovest

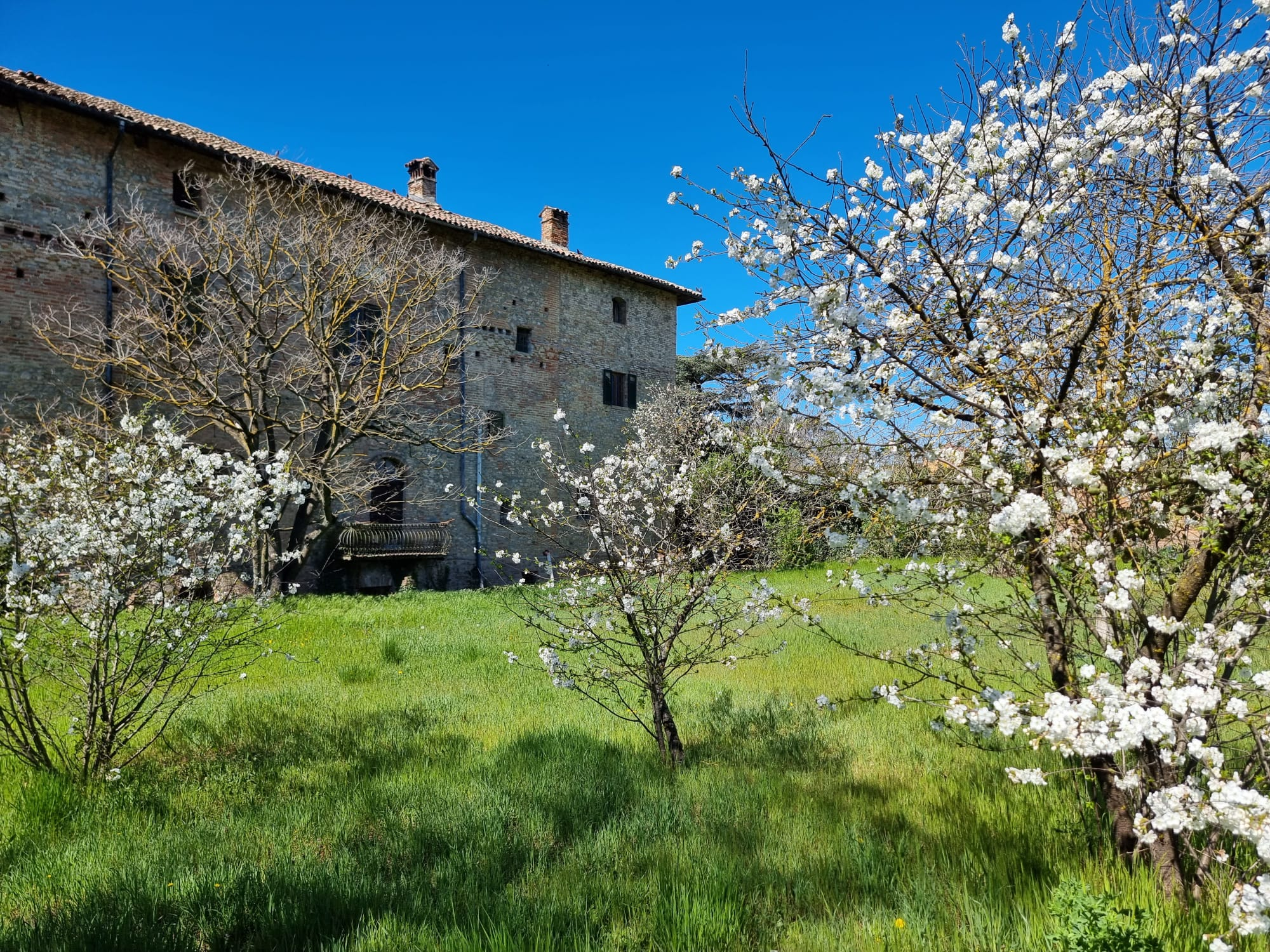
Castello Sforzini di Castellar Ponzano - lato est

Il Castello di Castellar Ponzano si trova in Provincia di Alessandria, nella frazione di Castellar Ponzano, a circa 8 km a sud del centro abitato di Tortona, in via dell’Acquedotto Romano 6/a.
La struttura fu costruita approssimativamente tra il XIII ed il XIV secolo ed è strategicamente posizionata lungo la via Postumia, realizzata a partire dal 148 a.C. per collegare Aquileia a Genova, fu percorsa nei secoli da intensi scambi commerciali. La posizione del Castello è però doppiamente strategica, perché anche situato lungo quel tratto di acquedotto romano che, dal torrente Scrivia, portava l'acqua al vicino centro abitato di Tortona. La strategicità del posto è confermata dal fatto che vi sorgevano due castelli: uno riferibile agli Isimbardi, del quale non restano che alcune rovine, e questo, più antico.
La zona era presidiata già in epoca romana e si può con buona probabilità affermare che la prima fortificazione sia nata proprio in epoca altomedievale a difesa dell'acquedotto. Le prime notizie certe del Castello risalgono però al 1200. Precedentemente a quell'anno, la struttura originaria fu probabilmente distrutta su ordine dell'imperatore del Sacro Romano Impero Federico I, detto il Barbarossa, che nel 1155 ordinò la distruzione della stessa città di Tortona. Della struttura originaria, le uniche tracce sono riscontrabili nella cantina centrale, che un tempo costituiva il lato nord del perimetro. Persa è invece la torre angolare originariamente posta a sud-ovest, dalla quale si sviluppavano i camminamenti, posti lungo le mura, di forma trapezoidale.
A partire dal XIII secolo, la struttura del Castello viene però recuperata e ripristinata acquisendo la forma e la struttura che, almeno in parte, ritroviamo oggi. Tra il XIII ed il XV secolo, verosimilmente, il castello viene infatti arricchito da un cortile interno, costituito da un colonnato in laterizio ed archi a tutto sesto. Sopra di esso, viene posto un camminamento a collegare la struttura principale con la torre angolare posta a sud ovest.

## Storia

### I Ponzano
Non è chiara a chi appartenesse Il castello nella primissima fase della sua ricostruzione (successiva alla distruzione operata con molta probabilità dal Barbarossa). Già in uno scritto del XIII secolo comprare però un riferimento ad un "Castellario desubter villam", ed in documenti riportati dal G. Salice viene espressamente indicata la proprietà dei nobili Ponzano, ramo dell’antica famiglia franca dei Manfredingi. Il castello faceva probabilmente parte di un anello di fortificazioni disposto attorno a Tortona. Alcune facevano direttamente riferimento a famiglie nobiliari locali (Bosoleti, Calderari, Isimbardi, Montemerlo, Tensioni e, appunto, Ponzano), altre a località (Mombisaggio e Vho).
Da segnalare, in riferimento a questo periodo storico, la presenza nel cortile interno di una lastra in pietra raffigurante un profilo dantesco, e diversi simboli esoterici. Tutt'altro che remota è infatti la possibilità di un passaggio presso Il castello del sommo poeta Dante Alighieri tra il 1309 e il 1310, transitando lungo la via Romera in direzione Parigi.
Secondo quanto riportato dal Gian Michele Merloni, in quell’epoca la "giurisdizione di Castellaro" si estendeva anche sulla riva opposta dello Scrivia, cioè quella sinistra, dove era situato il molino "Manuello". Inizialmente di proprietà dei vescovi di Tortona, viene successivamente assegnato al feudo della famiglia Ponzano. Anche in funzione di questo, com'era uso e costume dell'epoca, essi provvidero a sviluppare e rafforzare la struttura dell'edificio.
Nel 1365, l'allora vicario generale di Galeazzo II Visconti, Emanuele Ponzano, ottenne il diploma di nobiltà dall’Imperatore Carlo IV col titolo di conte. Oltre al titolo nobiliare, nell'occasione gli venne anche data la facoltà di estrarre acqua da qualunque corso situato all'interno del Comune di Tortona, sia per finalità irrigue che per l'uso dei molini. La situazione prese tutt'altra piega nel marzo del 1429, quando Giacomo Visconti, signore di Tortona, diede ordine di bombardare il molino e la torre dei Ponzano, considerandoli dei ribelli. La famiglia Ponzano accettò di consegnare la Torre a Tomaso de’ Gentili e, giurando fedeltà al duca, chiuse il contenzioso.
Da quanto riportato dal Goggi, il paese attorno alla struttura era ancora denominato “Castellar Ponzano” nell'anno 1462.

### I Balbi
Dal censimento del 1541, il castello risulta essere residenza di Galeazzo Balbi. Commissario di Tortona dal 1543, l'intento del Balbi, nel risiedere a Castellar Ponzano, era probabilmente quello di controllare le acque provenienti da sud verso la città di Tortona. Galeazzo Balbi era schierato con gli Sforza e, di conseguenza, con gli Asburgo. Certamente anche in virtù di ciò, divenne poco dopo proprietario dello stesso Castello, scalzando i Ponzano che, al contrario, erano di parte opposta (francese e guelfa).
Negli anni successivi alla morte dell'ultimo Sforza (Francesco II), con la conseguente guerra fra francesi e asburgici per il controllo del Ducato di Milano, anche le terre limitrofi al Castello venivano interessate dagli eventi bellici.
Nei primi giorni del giugno del 1544, truppe filofrancesi avanzavano verso sud in direzione di Serravalle. Reparti di cavalleria spagnoli erano invece stanziati a Tortona. Un contingente italiano alloggiava invece presso Il castello, e venne lì raggiunto da tutte le truppe spagnole. Gli spagnoli vennero attaccati dalle truppe francesi e, pur inizialmente in difficoltà a causa delle condizioni del terreno, ricacciarono i secondi al di là dello Scrivia proprio nei pressi di Castellar Ponzano.
Sotto la proprietà dei Balbi, il castello venne profondamente rinnovato, con evidenti ristrutturazioni ed ingrandimenti. A nord viene infatti realizzata una nuova struttura, a ridosso del muro perimetrale esistente. Il nuovo volume venne adibito a residenza (chiaramente visibili ancora oggi, al piano terra, gli affreschi riportanti lo stemma nobiliare dei Balbi). Altrettanto radicale fu la trasformazione di un porticato ligneo, realizzato in epoche passate da Cavalieri Templari o di San Giovanni e probabilmente adibito al ricovero dei pellegrini, in ampia cantina con volte in laterizio.
Sempre in quest'epoca, lungo il lato a sud, viene realizzato un loggiato con archi a tutto sesto. Di questa struttura restano oggi solo due archi, che dal corpo principale vanno a poggiare sul muro perimetrale esterno.
In corrispondenza dell'ingresso che, anticamente, era posto sul lato est, è presente un’epigrafe con lo stemma di Galeazzo Balbi.
Le fortune dei Balbi andarono in crisi verso la metà del XVII secolo e, anche a seguito di un attacco subito da parte delle truppe francesi nel 1642, la struttura del Castello subì un drammatico peggioramento. Si assiste infatti al crollo delle volte a crociera che costituivano il porticato del cortile. Esse vennero sostituite con semplici tetti in legno, eliminando quindi i camminamenti che collegavano la struttura principale alla torre di sud ovest.

### XVII-XX secolo
Nel 1654 Il castello venne acquistato dai fratelli Nicolò Maria e Biagio Busseti, nobili di Tortona. Dopo un parziale restauro, venne nel 1715 da essi ceduto alla famiglia Guasone, che ne risulta formalmente proprietaria dal 1824 fino alla seconda metà del XX secolo.
Il castello e la stessa famiglia dei Guasone furono protagonisti di un episodio chiave della Battaglia di Marengo.
Nelle prime fasi della battaglia, gli austriaci sembravano prendere il sopravvento sulle forze napoleoniche, colte di sorpresa dal loro attacco. Il terreno reso poco praticabile da condizioni meteorologiche anomale per quella stagione, ridussero però notevolmente l'efficacia di cavalleria e artiglieria, settori nei quali i reparti austriaci erano superiori ai francesi. Ciò diede tempo ai napoleonici di riorganizzarsi, dopo l'attacco iniziale, e raccogliere le truppe inizialmente mandate a nord e sud al fine di neutralizzare un'eventuale manovra di accerchiamento. In un territorio in cui, come detto, le condizioni rendevano molto difficile gli spostamenti di truppe, fu proprio in corrispondenza del Castello di Castellar Ponzano che forze francesi riuscivano a passare lo Scrivia, coordinati proprio dal sacerdote della zona: il parroco don Guasone. Riuscendo così ad attraversare lo Scrivia, il luogotenente generale Desaix riuscì a raggiungere gli scontri e a sorprendere le truppe austriache a Marengo, rovesciando così le sorti della battaglia e ricacciando gli austriaci verso Alessandria.

### Età contemporanea
Le Guerre napoleoniche furono gli ultimi eventi di rilievo storico che resero protagonista il territorio tortonese torna la calma. Fino alla metà del 1800 il paese di Castellar Ponzano può ancora avvantaggiarsi di una posizione strategica in funzione dell'attraversamento dello Scrivia. Successivamente, però, l'evoluzione industriale e l'avvento dei moderni sistemi di comunicazione e trasporto resero sempre più marginale l'importanza di questo Castello che, perso il suo ruolo storico, viene utilizzato come residenza di campagna.
Il castello viene acquistato e restaurato negli anni 1970 dalla famiglia Taroppio. Nel 2022 diventa di proprietà di Luca Sforzini.